# (16936) 1998 FJ112
A (16936) 1998 FJ112 a Naprendszer kisbolygóövében található aszteroida. A LINEAR projekt keretében fedezték fel 1998. március 31-én.